# Serenius
Serenius is een geslacht van kreeftachtigen uit de klasse van de Malacostraca (hogere kreeftachtigen).

## Soorten
- Serenius andamanicus Deb, 1985
- Serenius ceylonicus (Laurie, 1906)
- Serenius demani (Odhner, 1925)
- Serenius gemmula (Dana, 1852)
- Serenius kuekenthali (de Man, 1902)
- Serenius pilosus (A. Milne-Edwards, 1867)